# 118
| Calendário gregoriano                                                        | 118 CXVIII                    |
| Ab urbe condita                                                              | 871                           |
| Calendário arménio                                                           | -434 – -433                   |
| Calendário bahá'í                                                            | -1726 – -1725                 |
| Calendário budista                                                           | 662                           |
| Calendário chinês                                                            | 2814 – 2815                   |
| Calendário copta                                                             | -166 – -165                   |
| Calendário etíope                                                            | 110 – 111                     |
| Calendários hindus - Vikram Samvat - Calendário nacional indiano - Cáli Iuga | 173 – 174 39 – 40 3218 – 3219 |
| Calendário Holoceno                                                          | 10118                         |
| Calendário islâmico                                                          | 520 BH – 519 BH               |
| Calendário judaico                                                           | 3878 – 3879                   |
| Calendário persa                                                             | 504 BP – 503 BP               |
| Calendário rúnico                                                            | 368                           |
| Calendário solar tailandês                                                   | 661                           |

118 (CXVIII, na numeração romana) foi um ano comum do século II do Calendário Juliano, da Era de Cristo,  e a sua letra dominical foi C, teve 52 semanas, com início a uma sexta-feira e terminou também a uma sexta-feira.
| Ano completo                       |
| ---------------------------------- |
| Ano comum com início à sexta-feira |

## Eventos

### Império Romano
- O Fórum Romano comissionado pelo falecido imperador Trajano é finalizado com arcos triunfais, colunas, um mercado e uma enorme Basílica.
- Imperador Adriano também é um cônsule republicano.
- Roma tem uma população de mais de 1 milhão, tornando-se a maior cidade do mundo.
- Sabotagem dos cônsules: Adriano executa quatro senadores, todos ex-cônsules, que foram pegos tramando contra si.
- Panteão, em Roma, começa a ser construído.

### Ásia
- O feudo norte-sul entre os Hunos da dinastia acabam.

## Mortes
- Ren Shang, general da Dinastia Han